# 日立Sirio
日立Sirio，曾称安萨尔多百瑞达Sirio，是一款由日立轨道意大利（原安萨尔多百瑞达）制造的低地板有轨电车，该列车根据轨距和驾驶席数量分为了不同种类。意大利语Sirio指代天狼星。

## 运营者

### 意大利

#### 米兰

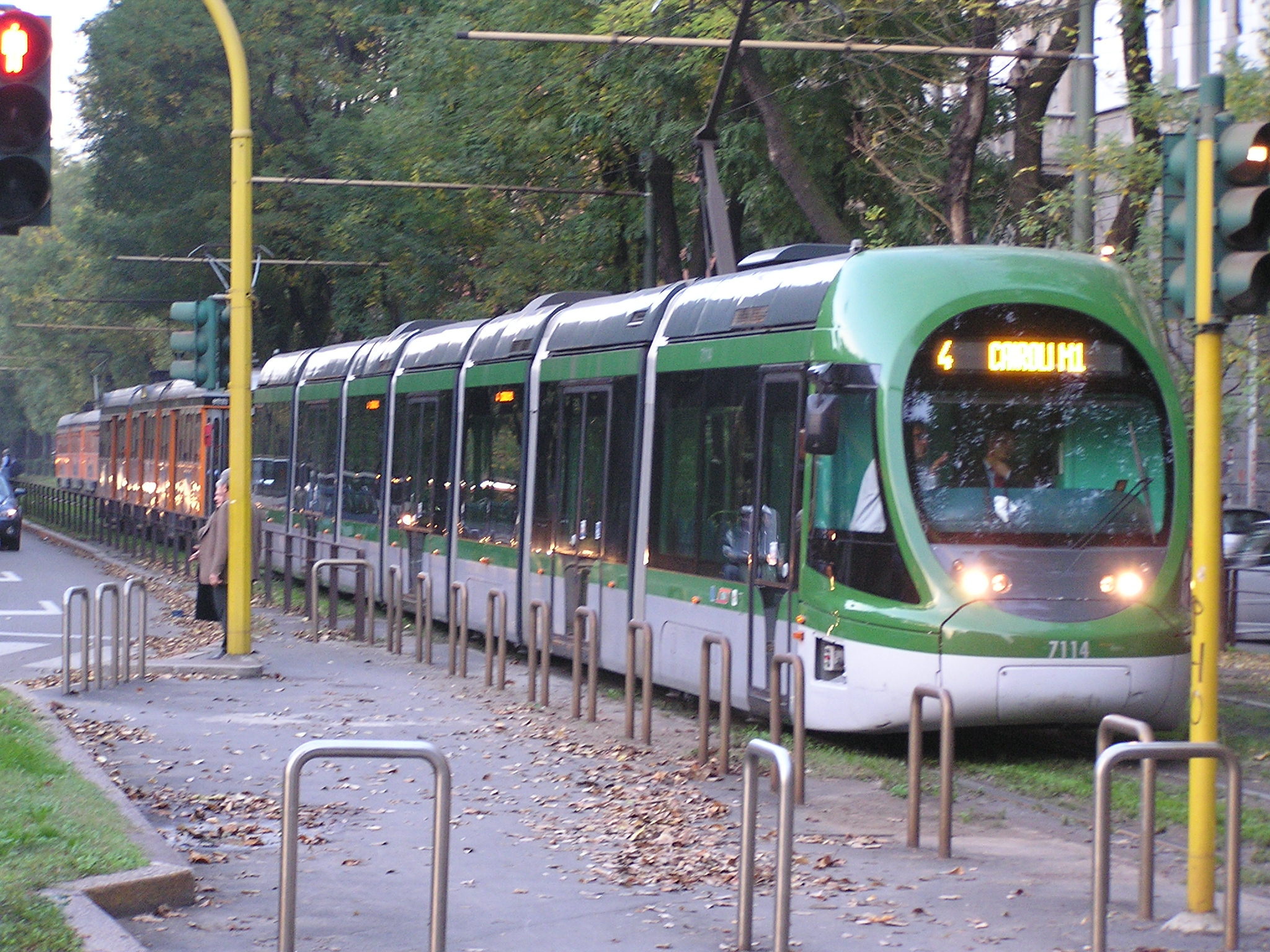
一辆米兰交通集团（简称：ATM）的列车。

米兰交通集团（简称：ATM）订购了93辆Sirio列车，其中第一批列车于2002年到达。ATM拥有58辆车长为35.35米的七编组Sirio列车（即7100系）。这些列车可载客285人，其中有71个座位。ATM还拥有35辆车长为25.15米的五编组Sirietto（即"little Sirio"：7500 系列）。这些列车可载客191人，其中有50个座位。这两种车辆车宽均为2.40米，并且在轨距为1445mm的轨道上行驶。该车的最高速度为70km/h。此外，部分的7500系列车由于一些车辆的小改动，导致其编号属于7600系。目前尚不清楚将制造多少辆Sirio列车。
米兰的所有Sirio列车涂装均为深绿色，而Sirietto列车则有深绿色或黄白相间两种涂装。

#### 贝加莫
有14辆双向配置驾驶席的列车运行在贝加莫-阿尔比诺线上。

#### 佛罗伦萨

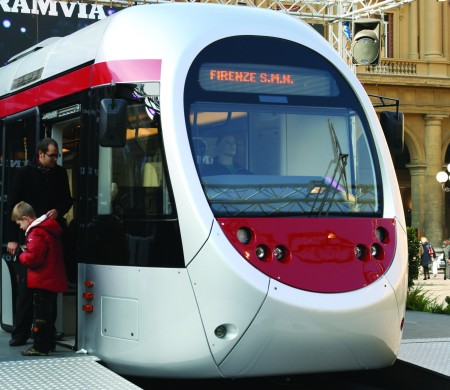
Tramvia firenze sirio

有46辆双向配置驾驶席的列车运行。

#### 那不勒斯
有22辆双向配置驾驶席的列车运行。

#### 萨萨里
有4辆双向配置驾驶席的列车运行在950mm轨矩的萨萨里有轨电车上。

### 瑞典

#### 哥德堡

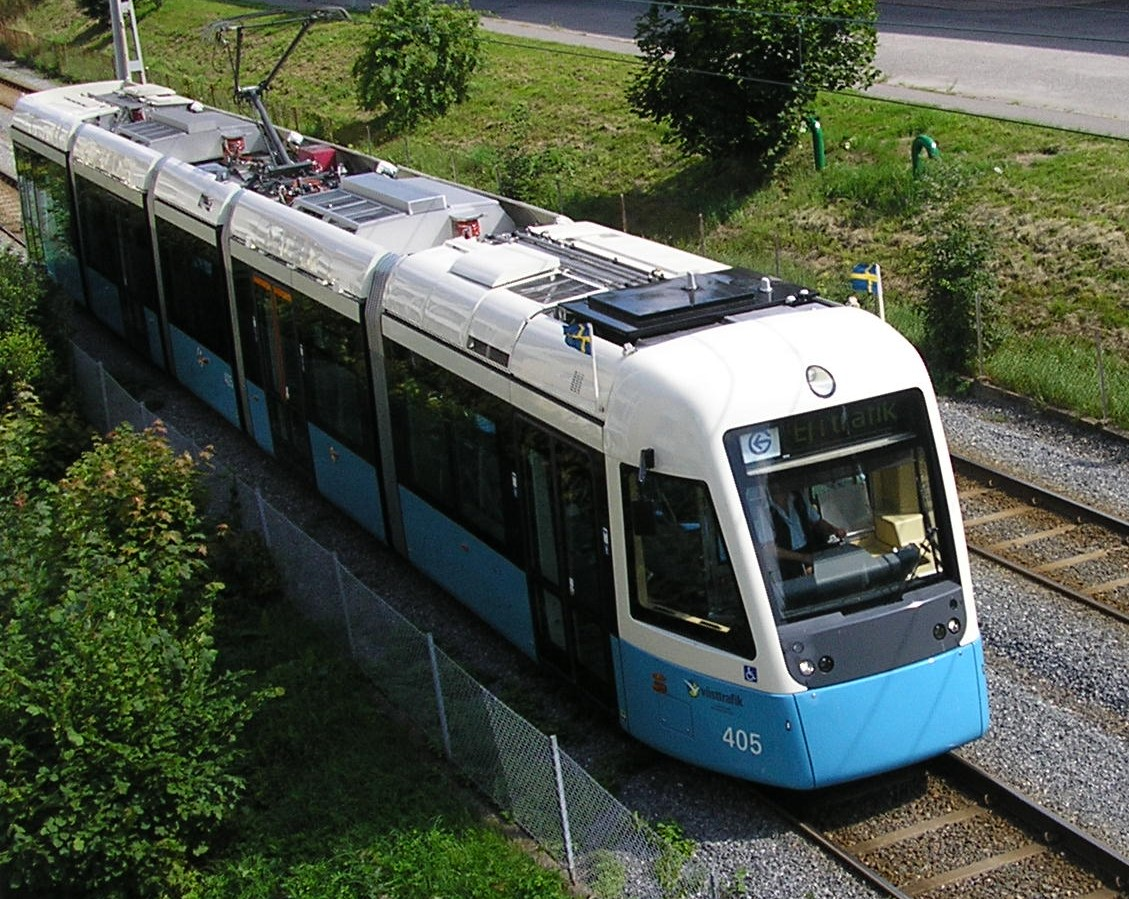
M32电车在2006年8月试车

瑞典的哥德堡订购了40辆单向配置驾驶席的Sirio有轨电车，并准备在2005年及以后将其投运在哥德堡电车上。但是，这些列车被延迟交付，并且在投运时运转不佳。这些问题包括造成轨道损坏、空调故障、行车质量差等等。于是，哥德堡政府只在这些列车完全正常运营前交付了部分车款。
2009年12月3日，哥德堡政府斥资6100万欧元新购买了相同设计的25辆电车，不过在2013年2月，首批到达的40辆车中的38辆由于底盘大面积腐蚀而停止运营。修复底盘和发霉的地板的工作则在花费额外的1000万欧元下于2017年完成。
尽管根据合同，日立轨道意大利（即安萨尔多百瑞达）已经承担了维修费用的绝大部分，但由于其对列车的维修质量不达标，哥德堡政府于2015年11月取消了维修合同 。经过调查，发现这些列车的粗制滥造现象严重，同时还发现维修这些列车对轨道的损坏的费用极其高昂，这更加确定了哥德堡电车项目的“惨败”。
2017年8月，仲裁给予了哥德堡政府1200万欧元的维修费，同时以政府因日立轨道意大利（即安萨尔多百瑞达）交付了故障列车而取消订单为由判定后者违约。日立轨道意大利（即安萨尔多百瑞达）还需赔偿哥德堡政府在列车上的额外花费以及列车不能运输其承诺的客流部分的等效价值。

### 希腊

#### 雅典

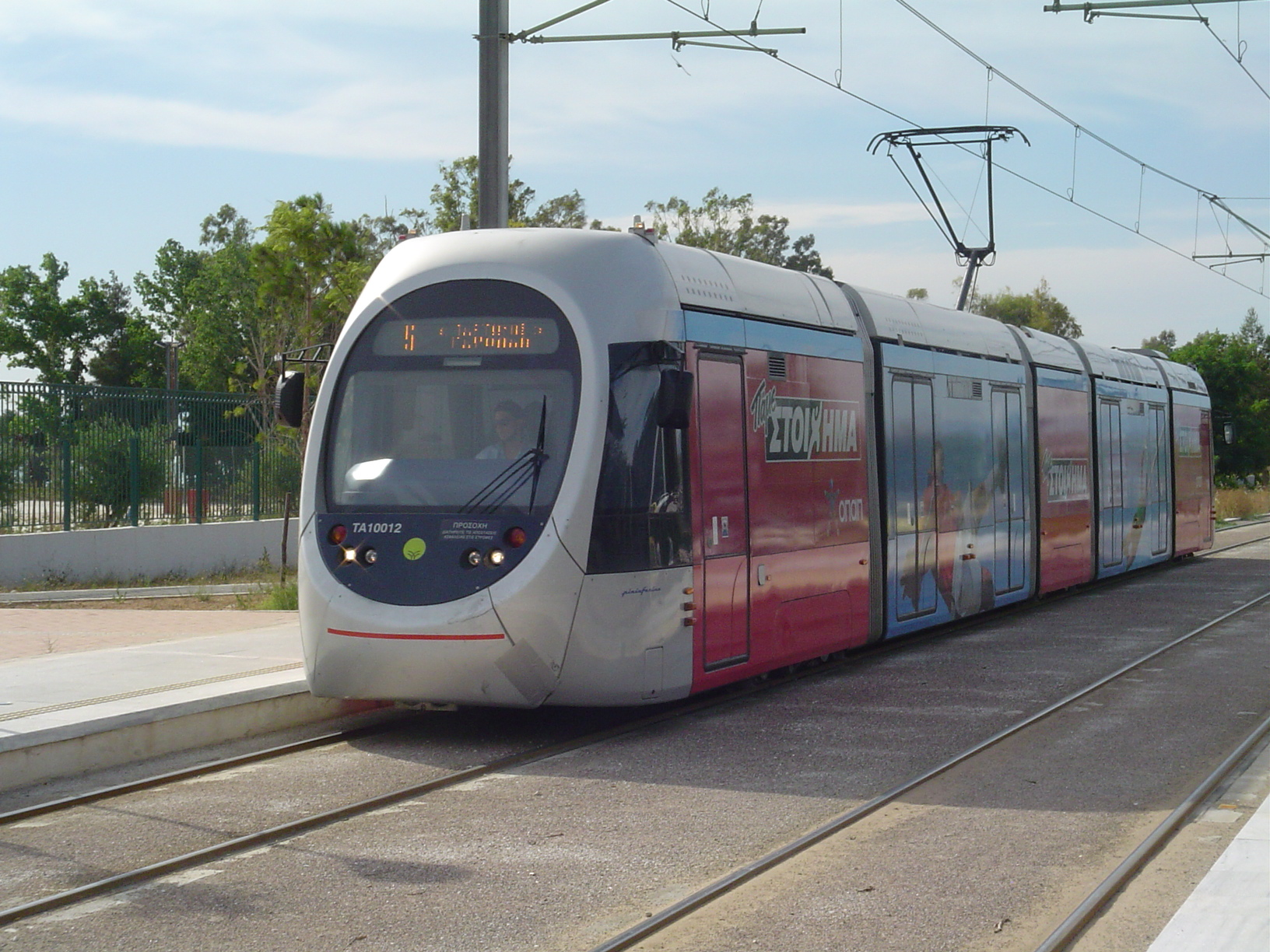
一辆雅典的Sirio列车。

雅典有轨电车营运着由宾尼法利纳设计的35辆双向配置驾驶席的列车。

### 土耳其

#### 萨姆松

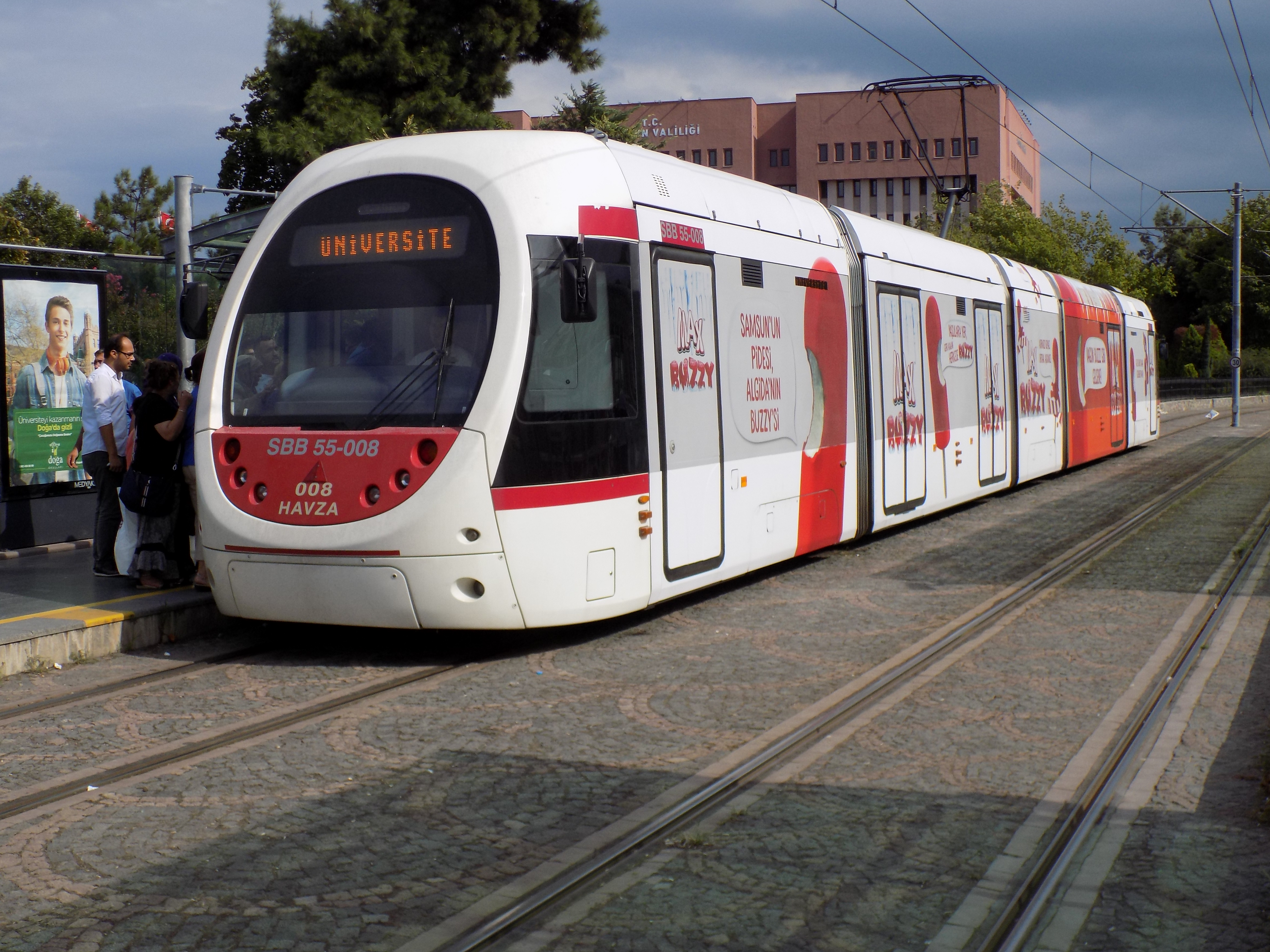
一辆日立轨道意大利（即安萨尔多百瑞达）的Sirio列车在萨姆松

萨姆松有轨电车营运着16辆车。

#### 开塞利
营运着38辆车。

### 中国

#### 珠海
开通于2014年11月的珠海有轨电车1号线曾营运着由中车大连制造的列车，唯该线路已确定拆除。

#### 北京

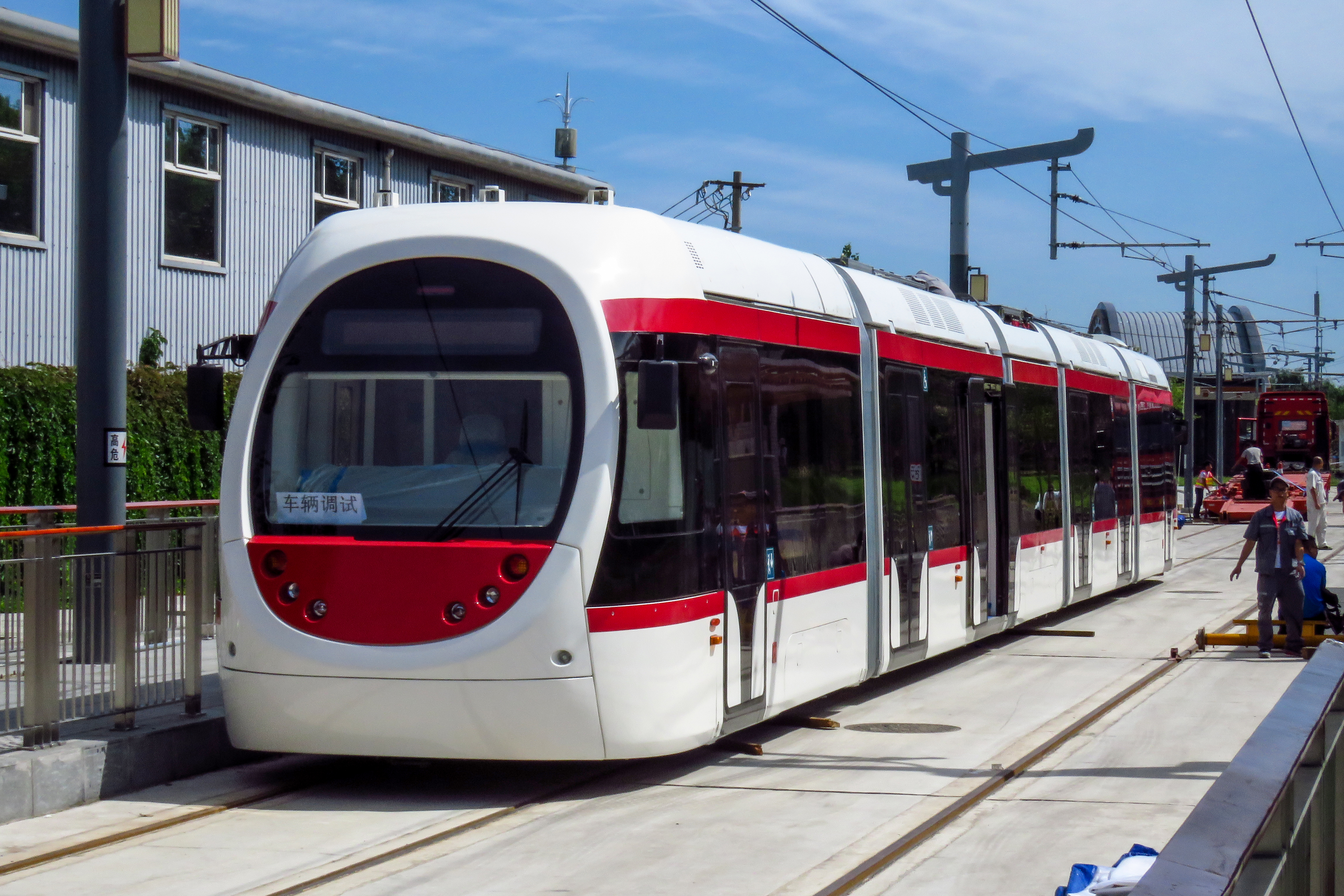
一辆由中车大连机车车辆制造的Sirio列车在北京市西郊线的茶棚站

开通于2017年12月的西郊线营运着由中车大连机车车辆制造的列车。不过该线路发生过溜车事故，导致风评一度不佳。

#### 大连
FG4型有轨电车不属于Sirio平台，但其制造时参考了Sirio平台的外观设计方案。该款列车由于存在设计缺陷，目前暂停运作。